# 楢木和也
楢木 和也（ならき かずや、1986年5月10日 - ）は、日本のダンサー、コレオグラファー、俳優、デザイナーであり、ダンスエンターテイメント集団梅棒、Dance Company MKMDCのメンバーである。福岡県筑紫野市出身。血液型はB型。早稲田大学商学部卒業。

## 略歴
- 高校までは野球部に所属、東福岡高等学校在学中、甲子園を目指す高校球児だった。
- 早稲田大学在学中、ダンスサークルOasisに所属しダンスを始める。

- Dance Company MKMDCのメンバーとして活動。

- 2009年ダンスパフォーマンス集団梅棒に加入。
- 2017年に出演したブイラボミュージカルをきっかけに集まった、ライブパフォーマンス集団『VyaBase（ブイヤベース）』としてストーリー仕立てのライブを行っている。
- 現在、梅棒メンバーの中で数多くのミュージカル作品に出演。
- 振付は舞台以外にも、テレビドラマ・映画・2.5次元舞台・宝塚・声優・アイドルなど様々なジャンルの作品を手掛けている。
- 2021年オリジナルファッションブランド『chodez』[1]を展開。
- 2022年3月1日、2017年に上演されたミュージカル『キャバレー』で共演した田口恵那と結婚。

## 出演

### 舞台

#### 【2007年】
- 舞台『switch』（9月20日-23日　ディファ有明）[2]

#### 【2008年】
- Dance Company MKMDC 『おりちか3』（1月30日-2月1日　国立オリンピック記念青少年総合センター カルチャー棟B1Fリハーサル室）
- 劇団AND ENDLESS spring edition2008『堕天・神殿・遅咲きの蒼』（5月1日-11日　東京芸術劇場小ホール1）[2]-「堕天」のみ出演
- 劇団AND ENDLESS summer edition2008『DECADANCE Ⅰ光と影／Ⅱ太陽の子／Ⅲハイノミドリ』（8月9日-24日　全労災ホールスペースゼロ）[2]-「Ⅱ太陽の子」のみ出演
- 劇団AND ENDLESS winter edition2008『CLASSICS 新説・鬼娥島』（12月12日-25日　東京芸術劇場小ホール1）-渡部綱役

#### 【2009年】
- Dance Company MKMDC 『おりちか4』（6月30日-7月2日　国立オリンピック記念青少年総合センター カルチャー棟B1Fリハーサル室）

#### 【2010年】
- オシャレ紳士 イン ワンダーランド - 不思議の国のオトコ達 - おしゃれ紳士 meets 梅棒（4月16日-17日　アサヒ・ア―トスクエア）
- ミュージカル黒執事 -The Most Beautiful DEATH in The World- 千の魂と堕ちた死神（5月3日-9日　赤坂ACTシアター ／ 5月15日-16日　春日井市民会館 ／ 5月21日-23日　シアターBRAVA！他）
- Dance Company MKMDC 『おりちか5』（7月2日-7月6日　国立オリンピック記念青少年総合センター カルチャー棟B1Fリハーサル室）
- Dance Live Vol.14 Reach 『Gold Treasure』（9月17日-19日　東京芸術劇場小ホール2）

#### 【2011年】
- Dance Company MKMDC Performance Vol.5 『マテリアル・ワールド最終章～灰色の空と遥ハルカなる物語～』（1月25日-1月28日　国立オリンピック記念青少年総合センター カルチャー棟B1Fリハーサル室）
- 『Stage Vol.2』（2011年5月22日　北沢タウンホール）
- Dance Live Pre.15 Reach『～Love Love Happy Love～』（6月3日　宇都宮市文化会館小ホール）
- Dance Company MKMDC 『おりちか6』（7月5日-7月8日　国立オリンピック記念青少年総合センター カルチャー棟小ホール）
- K.D.C. presents『LIBIDO』（7月18日・25日　ショーレストラン 13Street）
- 「彩」Dance Entertainment公演『絆…そして愛』（8月4日-5日　座・高円寺2）
- オシャレ紳士と梅棒のラブ・パレード Charade vol.3　おしゃれ紳士×梅棒合同公演（9月21日-25日　笹塚ファクトリー）
- Dance Live vol.15 Reach『Hot Days』（11月9日-10日　座・高円寺2）

#### 【2012年】
- Oasis 10周年記念公演『Oasistation』（1月15日　蕨市民会館コンクレレホール）
- Charade 番外編 おしゃれ紳士×梅棒『オシャレ紳士と梅棒のメゾン・ドゥ・ショコラティエ』（2月18日-19日　BankART Studio NYK）
- P･Q･R ぱーてぃー#1『COLORS』（3月7日-9日　吉祥寺 STAR PINE'S CAFE）
- THE FIVE SHOW（4月28日-29日　北千住 Theatre 1010）
- LINX'S ～04（ゼロヨン）公演～（5月18日-21日　in→dependent theatre 2nd）
- 15 Minutes Made vol.11（6月7日-11日　池袋シアターグリーンBOX in BOX THEATRE）[3]
- Dance Company MKMDC 『おりちか7』（7月3日-7月6日　国立オリンピック記念青少年総合センター カルチャー棟小ホール）
- 走れメロス（9月8日-11日　Bunkamuraオーチャードホール ／ 9月21日-23日　中日劇場 ／ 9月28日-30日　シアターBRAVA!）
- アリス・イン・ワンダーランド（11月18日-12月4日　青山劇場 ／ 12月14日-16日　梅田芸術劇場メインホール）
- 嶋本秀朗プロデュース公演『Je Te Veux vol.10～ようこそ劇場へ～』（12月18日-19日　座・高円寺2）
- Dance Company HIDE&SEEK公演『love is free』（12月26日-27日　中野ZERO小ホール）[4]

#### 【2013年】
- Dance Company MKMDC 第1回公演『Ghost and Home ～いま、会いにいくこと～』（1月19日-22日　ラゾーナ川崎プラザソル）
- 演劇ソリッドアトラクション LINX'S『Non stop to TOKYO（仮）』（2月16日-18日　大阪 世界館）
- ミュージカル黒執事 -The Most Beautiful DEATH in The World- 千の魂と堕ちた死神（5月17日-26日　赤坂ACTシアター ／ 6月8日-9日　梅田芸術劇場メインホール）
- Dance Company MKMDC『おりちか８』（7月2日-5日　国立オリンピック記念青少年総合センター カルチャー棟小ホール）
- Dance Company MKMDC Peformance『 -and BLUE FISH- 』（7月2日-5日　国立オリンピック記念青少年総合センター カルチャー棟小ホール）[5]
- ミュージカル『ロミオ＆ジュリエット』（9月3日-10月5日　東急シアターオーブ ／ 10月12日-27日　梅田芸術劇場メインホール）- R&Jダンサー
- Show is My Life（12月20日-22日　渋谷区文化総合センター大和田・伝承ホール）[6]

#### 【2014年】
- 梅棒 2nd act『ウチの親父が最強』（1月23日-2月2日　東京芸術劇場シアターイースト ／ 2月6日-9日　HEP HALL ／ 4月12日-13日　パルコ劇場）- 東京Aキャスト、大阪公演、PARCO Editionに アメ 役として出演
- 『ルーデンス』VOL.1 ～Scoop/スクープ～（4月25日-26日　渋谷区文化総合センター大和田・伝承ホール）
- オーシャンズ11（6月9日-7月6日　東急シアターオーブ）
- 若草物語 〜ルイザが描く愛の物語〜（7月18日-8月5日　保谷こもれびホール他）- ローリー 役
- バグズグフェスタ2～∞エンターテイメント 虫も歩けば棒にあたる～（9月18日-21日　DDD AOYAMA CROSS THEATER）
- アリス・イン・ワンダーランド（11月9日-30日　青山劇場 ／ 12月5日-7日　梅田芸術劇場メインホール ／ 12月19日-20日　中日劇場）
- 梅棒 3rd STAGE『男なら、やってやれ！！』（12月12日-14日　ナレッジシアター ／ 2015年1月10日-11日　電気ビルみらいホール）[7]

#### 【2015年】
- ボンベイ・ドリームス（2014年12月16日　制作発表[8][9][10] ／ 2015年1月31日-2月8日　東京国際フォーラム ホールC ／ 2月14日-15日　梅田芸術劇場メインホール）[11]- 梅棒振付
- エリザベート（6月11日-8月26日　帝国劇場 ／ 全100公演）- トートダンサー
- 梅棒 4th PLAY『クロス ジンジャー ハリケーン』（9月19日-23日　ABCホール）
- ロイヤルホストクラブ（10月29日-11月1日　光が丘IMA中央館4F IMAホール）[12]- 月組のみ出演・香坂耕介 役
- PRINCE KAGUYA（11月28日-12月6日　銀座博品館劇場 ／ 12月12日-13日　松下IMPホール）- 振付・出演

#### 【2016年】
- 梅棒 5th WORK 『OMG』／『風桶』（1月16日-31日　吉祥寺シアター）
- TOKYO七福神GEKIJO SPEEDY SHOCKING SURPRISED LIVE TARO ～Shall We TARO?～（3月2日-6日　銀座博品館劇場）[13]- 振付・出演 おばあさん役
- ミュージカル『Nicky -ニッキー-』（5月12日-15日　光が丘IMA中央館4F IMAホール）- サマンサ 役
- エリザベート（6月28日-7月26日　帝国劇場 ／ 8月6日-9月4日　博多座 ／ 9月11日-30日　梅田芸術劇場メインホール ／ 10月8日-23日　中日劇場 ／ 全125公演）- トートダンサー
- ロイヤルホストクラブ（11月17日-11月20日　光が丘IMA中央館4F IMAホール）[14]- 月組のみ出演・花咲愛人 役

#### 【2017年】
- ミュージカル『キャバレー』（1月11日-22日　EXシアター六本木 ／ 1月26日-29日　KAAT神奈川芸術劇場 ／ 2月3日-5日　フェスティバルホール ／ 2月10日-12日　仙台サンプラザホール ／ 2月17日-19日　刈谷市総合文化センター大ホール ／ 2月24日-26日　福岡サンパレスホール）
- 梅棒 7th ATTACK『ピカイチ！』（6月23日-7月2日　Zeppブルーシアター六本木 ／ 7月4日-5日　森ノ宮ピロティホール ／ 7月8日-9日　久留米シティプラザ ザ・グランドホール ／ 7月12日-13日　アートピアホール）- 江夏惇 役
- 劇団ピュアーマリー公演 オリジナルミュージカル『青い鳥』（8月4日-6日　全労済ホールスペースゼロ）- 犬のチロー 役
- ブイラボミュージカル Vol.3『眠れぬ森の神女（ミジョ）』（8月23日-27日　六行会ホール）- ノヅチ 役
- TOKYO TRIBE（9月29日-10月8日　TSUTAYA O-EAST ／ 10月11日-12日　Zepp Nagoya ／ 10月21日-22日　松下IMPホール）[15]- ハシーム 役
- ミュージカル『屋根の上のヴァイオリン弾き』（12月5日-29日　日生劇場 ／ 2018年1月3日-8日　梅田芸術劇場メインホール ／ 1月13日-14日　静岡市清水文化会館 ／ 1月19日-21日　愛知県芸術劇場大ホール ／ 1月24日-28日　博多座 ／ 2月10日-12日　ウェスタ川越大ホール）

#### 【2018年】
- 梅棒 8th SHOW『Shuttered Guy』（3月28日-29日 ※プレビュー公演　シアター1010 ／ 3月31日-4月1日　日本特殊陶業市民会館ビレッジホール ／ 4月6日-8日　梅田芸術劇場シアター・ドラマシティ ／ 4月12日-13日　福岡国際会議場メインホール ／ 4月18日-26日　世田谷パブリックシアター）- バナナ・セヴン・アーセン 役
- Dance Company MKMDC『ORICHIKA 13』（7月21日-22日　和光市文化センターサンゼリア大ホール）- ナンバー振付・出演
- ミュージカル『シティ・オブ・エンジェルズ』（9月1日-17日　新国立劇場中劇場 ／9月21日-22日　静岡市清水文化会館 ／ 9月27日-30日　新歌舞伎座）[16]- ジミー・パワーズ 役・振付
- 舞台『放課後の厨房男子』（10月18日-11月4日　銀座博品館劇場）- 霜川邦夫 役・振付
- 梅棒 9th "RE" ATTACK『超ピカイチ！』（12月15日-29日　東京グローブ座 ／ 2019年1月5日-6日　森ノ宮ピロティホール ／ 1月9日-1月10日　アートピアホール）[17]- 全日制／江夏 惇 役・定時制／超ベートーベン 役

#### 【2019年】
- 愛のレキシアター『ざ・びぎにんぐ・おぶ・らぶ』（3月10日-24日　赤坂ACTシアター ／ 3月30日-31日　オリックス劇場）-梅棒振付・出演
- エリザベート（6月7日-8月26日　帝国劇場 ／ 全108公演）- トートダンサー ※通算333公演
- 舞台『放課後の厨房男子』リターンマッチは恋の味 篇（11月1日-5日　日経ホール ／ 11月23日-24日　松下IMPホール ／ 11月27日-12月8日　銀座博品館劇場）- 霜川邦夫 役・振付

#### 【2020年】
- 梅棒 10th Anniversary 『OFF THE WALL』（2月6日-16日　全労済ホール／スペース・ゼロ）[18]- 先生 役
- エリザベート（4月9日-5月4日　帝国劇場 ／ 5月11日-6月2日　梅田芸術劇場メインホール ／ 6月10日-6月28日　御園座 ／ 7月6日-8月3日　博多座）- トートダンサー ※新型コロナウイルス感染拡大防止のため全公演中止。
- 舞台『KING OF DANCE』（2020年7月16日-19日　COOL JAPAN PARK OSAKA WWホール ／ 7月23日-8月2日　ヒューリックホール東京 ／ 8月8日-9日　名古屋市公会堂）[19] - J-I 役
- 舞台『放課後の厨房男子』まかない飯とShall we dance? 篇（10月31日-11月4日　日経ホール ／ 11月6日-8日　松下IMPホール ／ 11月18日-29日　紀伊國屋サザンシアター）[20][21][22]- 霜川邦夫 役・振付

#### 【2021年】
- 梅棒 11th STAGE『ラヴ・ミー・ドゥー!!』（2月19日-28日　サンシャイン劇場 ／ 3月6日-7日　ウィンクあいち ／ 3月11日-14日　COOL JAPAN PARK OSAKA TTホール）[23][24][25][26]- 羽賀純也 役
- 舞台『This is 大奥』（4月22日-25日　ヒューリックホール東京 ／ 4月29日-30日　COOL JAPAN PARK OSAKA TTホール）[27][28][29]- エイコウ 役
- From Broadway with Love ～ブロードウェイより、愛を込めて～[30] （6月2日～6日　CBGKシブゲキ!!）[31]- スタン・ポールセン 役
- Dance Company MKMDC『ORICHIKA 15』（7月10日-11日　和光市民文化センターサンアゼリア）- ナンバー振付・10日夜公演のみ出演
- 梅棒 12th WONDER『おどんろ』[32]（7月30日-8月15日　よみうり大手町ホール ／ 8月19日-22日　COOL JAPAN PARK OSAKA TTホール ／ 8月28日-29日　名古屋市芸術創造センター）[33]　※新型コロナウイルス感染症緊急事態宣言により全公演中止。
- 舞台『BORN 2 DIE』[34][35][36]（11月3日-8日　よみうり大手町ホール ／ 11月17日-12月1日　銀座博品館劇場 ／ 12月4日-5日　松下IMPホール）- タエ子 役他

#### 【2022年】
- ふぉ〜ゆ〜 meets 梅棒『Only 1, NOT No.1』[37]（7月6日-26日　シアタークリエ ／ 7月29日-31日　サンケイホールブリーゼ ／ 8月6日-7日　名古屋市公会堂）- 街野松也 役
- 隅田川ヤングロード物語～嗚呼！そりゃあいけねえぜ！～（10月22日・26日-28日　ヒューリックホール東京 ／ 11月14日-15日　よみうり大手町ホール）- 声の出演 及び 劇団名物"尺伸びるシーン"特別出演
- 梅棒 15th "RE"PLAY『シン・クロス ジンジャー ハリケーン』（11月18日-27日　サンシャイン劇場 ／ 12月3日-4日　名古屋市芸術創造センター ／ 12月8日-10日　COOL JAPAN PARK OSAKA TTホール）- 稲田幸太郎 役

#### 【2023年】
- SPY×FAMILY（3月8日-29日　帝国劇場 ／ 4月11日-16日　兵庫県立芸術文化センター KOBELCO大ホール ／ 5月3日-21日　博多座）- ドミニク 役 他

#### 【2024年】
- 舞台『銀行強盗にあって妻が縮んでしまった事件』（4月1日 - 14日、日本青年館ホール ／ 4月20日・21日、COOL JAPAN PARK OSAKA WWホール ／ 4月26日 - 28日、御園座）[38]
- 梅棒 18th "RE"SHOW『シャッター・ガイ』（6月21日 - 7月7日、IMM THEATER ／ 7月12日 - 15日、梅田芸術劇場シアター・ドラマシティ ／ 7月28日、東海市芸術劇場）[39]

#### 【2025年】
- 遠山ドラマティア『illuminaTe The Room』（5月1日、シアターグリーン BIG TREE THEATER） - ゲスト出演[40][41]
- ふぉ〜ゆ〜 meets 梅棒『Only1, NOT No.1』（7月13日 - 8月3日、シアタークリエ / 8月9日・10日、岡谷鋼機名古屋公会堂）[42]
- 梅棒 20th Breakdown「FINAL JACKET」（11月8日 - 24日〈予定〉、サンシャイン劇場 / 11月29日・30日〈予定〉、ウインクあいち / 12月5日 - 7日〈予定〉、COOL JAPAN PARK OSAKA TTホール）[43]

### ショー・イベント

#### 【2009年】
- JAPAN DANCE DELIGHT Vol.16（8月22日　大阪市中央体育館）[44]-ストリートダンス大会決勝の舞台でJ-POPを使用し梅棒スタイルで特別賞を獲得。作品は「B'zのLOVE PHANTOM」

#### 【2010年】
- ショーレストラン「La Musicale（ラ・ムジカーレ）」（11月-2011年11月　パセラ・リゾーツ銀座店 BENOA銀座、他）[45][46]

#### 【2011年】
- チョモランマ de Night Vol.3（5月13日　CLUB CRAWL）[3]
- Dance for the Planets『PLANET X vol.7』（8月13日-14日　品川区立総合区民会館 きゅりあん 8階大ホール）[3]
- FEEL&MOVE Dance Studioクラブイベント『FEEL&MOVE夏祭り』（8月21日）
- 音屋クラブイベント『3rd PLACE』（9月4日　吉祥寺CLUB SEATA）-ナンバー振付・バックダンサー出演
- StYlE JuNcTiOn TOKYO（9月30日　川崎CLUB CITTA'）[3]
- MIXED NUTS（10月2日　横浜赤レンガ倉庫1号館ホール）[3]
- FUJIYAMA DANCE PARK 2011秋（10月10日　富士急ハイランド マッドハウス前特設ステージ）[3]
- ゆっけ バースデーイベント（10月14日-15日　ショーレストラン 13Street）
- 大野一雄フェスティバル 2011（10月23日　新・港村）[3]
- HOT PANTS vol.21（12月11日　田町 studio cube 326）[3]
- ラムジメンバーPresents『X'MAS SPECIAL NIGHT』（12月15日　渋谷REX）
- WORLD WIDE vol.20 -DANCE COLLECTION 2011-（12月17日-18日　品川 Steller Ball）[3] - オーディエンス賞受賞
- avex Dance NATION（12月24日　幕張メッセ）[3]
- 関東大学学生ダンス連盟Σ クリスマスパーティ（12月25日　川崎CLUB CITTA'）[3]

#### 【2012年】
- 全国中高生ダンスコンテスト『teens Dance Arena』決勝大会（3月29日　ティアラこうとう）- 梅棒ゲスト出演
- ICE CREAM Special（4月3日　渋谷O-EAST）[3]
- Girl's 舞勇伝 Final（4月7日　世田谷区民会館）[3]
- HIDE&SEEK vol.2（5月12日　田町cube326）[3]
- Legend Tokyo Chapter.2 -the WORLD we never know-（8月2日-3日　渋谷公会堂）- 最優秀作品賞・オーディエンス賞を獲得[47]

#### 【2013年】
- ICE CREAM CARNIVAL 20133月2日-3日　北千住 Theatre 1010）- ナンバー振付・出演
- BUZZSTYLE vol.7 FINAL（3月10日　Zepp Namba）- 梅棒ゲスト出演
- Legend Tokyo Chapter.3 東日本予選（4月29日　和光市文化センターサンゼリア大ホール）- 梅棒ゲスト出演
- Legend Tokyo Chapter.3（8月10日-11日　舞浜アンフィシアター）- 梅棒ゲスト出演
- E-Fes.2013（12月14日　新木場 STUDIO COAST）- 梅棒ゲスト出演
- XPERIA DANCE@PIECE（12月29日　新木場 STUDIO COAST）- 梅棒ゲスト出演

#### 【2014年】
- ICE CREAM CARNIVAL 2014（3月8日-9日　北千住 Theatre 1010）- 梅棒ナンバー出演
- 六本木香和 生誕10周年記念 ダンスコンテスト（3月21日　六本木香和）
- 世界ダウン症の日 関東公演（3月22日　クラブチッタ川崎）[3]
- YOU（遊）VOL.13 ～夏の思い出～（8月24日　クラブチッタ川崎）- YOU（遊）CREWとして出演
- DAMN -DANCE FESTIVAL '14- Ver.5.03 Upload 1st Anniversary（9月13日　TAKASAKI CLUB ROC）- 楢木和也 ＆ suzuyaka 出演
- Nouvelle Vague vol.16（10月15日　shibuya THE GAME）楢木和也 + suzuyaka + 松GORI 出演

#### 【2015年】
- YOU（遊）VOL.14 ～青春～（3月15日　クラブチッタ川崎）- ナンバー振付・出演
- DANCE DANCE ASIA Vol.01（3月28日-29日　タイ Mシアター ペッブリー通り）[3][48][49]
- HIDE&SEEK vol.8（4月26日　川崎CLUB CITTA'）- 楢木和也 + suzuyaka + 松GORI 出演
- HotPants vol.36（9月13日　BERG&WEST）- 楢木和也 + suzuyaka + 松GORI 出演
- 0 gravity!!! vol.2（10月7日　渋谷eggman）- 楢木和也 + suzuyaka + 松GORI 出演
- Studio √isions Showcase vol.1『HEREOUT』（10月11日　四ツ谷区民ホール）- ナンバー振付・出演

#### 【2016年】
- RUN UP! DANCE CONTEST vol.17（3月26日　東大和市民会館ハミングホール 大ホール）- 審査員
- YOU（遊）VOL.16 ～New Age～（4月3日　川崎CLUB CITTA'）- YOU（遊）CREWとして出演
- DRF（ダイノジロックフェス）2016（6月10日　川崎CLUB CITTA'）[3]
- 山崎育三郎ファンクラブイベント（10月1日　品川グランドホール）- 振付・バックダンサー出演
- Theater Restaurant『Bellegrace』（10月30日　浅草六区ゆめまち劇場）- 楢木和也 + suzuyaka + 松GORI 出演
- やついいちろう生誕祭（11月12日　新宿LOFT）[3]

#### 【2017年】
- 闇からの使徒 ～Apostles from the Dark～（1月31日　歌舞伎座 3階 お食事処「花篭」）
- 世界ダウン症の日 ONE+LOVE WORLD 2017（3月4日　代々木公園野外ステージ）[3]
- DANCE@LIVE HERO'S 2017（4月23日　両国国技館）[3]- 楢木和也 + suzuyaka + 松GORI 出演
- HIDE&SEEK vol.10 ～5th Anniversary～（4月29日　川崎CLUB CITTA'）- 楢木和也 + suzuyaka + 松GORI 出演
- 闇からの使徒 ～Apostles from the Dark～ PRIMAVERA（5月1日　歌舞伎座 3階 お食事処「花篭」）
- 栄ミナミ音楽祭（5月13日　名古屋市中心街特設野外ステージ）[3]
- YATSUI FESTIVAL! 2017（6月18日　TSUTAYA O-EAST）[3]
- Rei Night Collection（7月27日　SOUND MUSEUM VISION）- 楢木和也 + suzuyaka + 松GORI 出演
- 蒼井翔太 OFFICIAL FANCLUB EVENT『A☆happy lab. Party 2017 ～Summer Memory～』（8月12日　パシフィコ横浜 国立大ホール）- 振付・バックダンサー出演
- ICE CREAM Special（8月15日　TSUTAYA O-EAST）- 楢木和也 + suzuyaka + 松GORI 出演
- 新宿野村ビル SPORTS PERFORMANCE CARNIVAL（10月13日　新宿野村ビル 1階 公開空地）[3]
- 闇からの使徒 ～Apostles from the Dark～ Natale（12月21日　吉祥寺STAR PINE'S CAFE）

#### 【2018年】
- I LIKE PEOPLE! VOL.2（4月28日　北沢タウンホール）- ゲストダンサー出演
- Hibiya Festival（5月3日-4日　東京ミッドタウン日比谷 日比谷ステップ広場）[3]
- UNION vol.36（6月3日　SOUND MUSEUM VISION）- 楢木和也 + suzuyaka + 松GORI 出演
- なんくるNight!!! vol.18（6月6日　渋谷eggman）- 楢木和也 + suzuyaka + 松GORI 出演
- YATSUI FESTIVAL! 2018（6月16日　TSUTAYA O-EAST）[3]
- AZUR-D-BOYZ 10th Anniversary party!（6月27日　渋谷eggman）- 楢木和也 + suzuyaka + 松GORI 出演
- DeJaBoo（11月9日　ageHa）- 楢木和也 + suzuyaka + 松GORI 出演

- Thanx Giving vol.10（11月21日　渋谷HARLEM）- 楢木和也 + suzuyaka + 松GORI 出演

#### 【2019年】
- 梅棒 OFFICIAL FANCLUB【ひのまる弁当】会員限定イベント『ひのまるフェスタ』（7月29日　浅草花劇場）
- 第7回中野駅前大盆踊り大会（8月11日　中野セントラルパーク内パークアベニュー）- ALL OUT『筋肉盆踊り』振付[50][51]

#### 【2020年】
- KazuyaCrew Event Vol.2 ～大歌踊クラッシュブラザーズ～（2月27日※夜公演のみ出演　DREAM STORE）- ゲスト出演
- 梅棒 OFFICIAL FANCLUB【ひのまる弁当】会員限定イベント『ひのまるフェスタ vol.2』（8月22日-23日　なかのZERO小ホール）

#### 【2021年】
- 梅棒 OFFICIAL FANCLUB【ひのまる弁当】会員限定イベント『ひのまるフェスタ vol.3』（10月11日　なかのZERO大ホール）

#### 【2022年】
- 梅棒結成20周年イベント（8月27日　大手町三井ホール）
- 梅棒 OFFICIAL FAN CLUB【ひのまる弁当】会員限定イベント『ひのまるフェスタ vol.4』（8月28日　大手町三井ホール）
- suzuyaka produce show "Ranunculus vol.2"（9月7日-12日　LDH Kitchen THE TOKYO HANEDA）

#### 【2023年】
- 梅棒 OFFICIAL FAN CLUB【ひのまる弁当】会員限定イベント『ひのまるフェスタ vol.5』（6月24日-25日　大手町三井ホール）

#### 【2025年】
- MANKAI STAGE『A3!』Bloom Fan Meeting 2025（9月28日〈予定〉、品川プリンスホテル ステラボール）[52]

### テレビ
- NHK紅白歌合戦（2010年　NHK総合）

- NHK歌謡コンサート（2011年　NHK総合）
- スクールライブショー（2014年2月21日OA　NHK Eテレ）- 梅棒ゲスト出演
- SOLD OUT（2014年3月16日OA　CSテレ朝チャンネル）-『ウチの親父が最強』Aキャスト初日
- Good Time Music（2016年8月23日　TBS）- 山崎育三郎『君は薔薇より美しい』バックダンサー出演
- テレビドラマ『勇者ヨシヒコと導かれし七人』 第7話（2016年11月19日OA　テレビ東京） - ミュージカル部分振付・出演
- 『おいでよ！森クミの部屋』（2017年5月13日OA　BS日テレ）- 飯野高拓／楢木和也／梅澤裕介 出演
- スッキリ（2017年10月27日）- 蒼井翔太『flower』バックダンサー出演・振付
- NHK紅白歌合戦（2018年12月31日　NHK総合）- 郷ひろみ『GOLDFINGER '99 ～GO！GO！2018～』にて「梅棒と愉快な仲間達」としてバックダンサー出演
- 『ハロプロダンス学園』（2019年5月9日・5月23日・6月6日OA　ダンスチャンネル）- 伊藤今人／楢木和也／野田裕貴 演出・振付・出演
- 『千葉KENZOの踊ってますか？』（2019年7月18日#3 OA　ダンスチャンネル）- 伊藤今人／塩野拓矢／楢木和也 出演
- 『僕たちの自由研究　梅棒』（2020年3月28日・4月23日・5月13日 他 OA　日テレプラス）- 梅棒
- 『ハロプロダンス学園　シーズン3』（2020年5月21日#1 OA・6月4日#2 OA・6月18日#3 OA・7月2日#4 OA・7月16日#5 OA・8月6日#6 OA　ダンスチャンネル）[53]- 伊藤今人／楢木和也／天野一輝／野田裕貴 演出・振付・出演
- 『ハロプロダンス学園　課外活動Vol.05 ～座談会SP～』（2020年9月3日 前編 OA・9月17日 後編 OA　ダンスチャンネル）- 伊藤今人／楢木和也／天野一輝／野田裕貴 演出・振付・出演
- 舞台『KING OF DANCE』（2020年10月24日 他 OA　日テレプラス）[54]- J-I 役
- 『キョコロヒー』（2021年10月2日 OA　テレビ朝日）- RanunculusダンサーとしてOPに出演
- 『Around the Corner＜水曜NEXT!＞』（2022年3月9日・3月16日 OA　フジテレビ）- 梅棒
- 『BACKSTAGE OF THE LIVE』（2023年7月7日-現在 毎週金曜 OA　TOKYO MX）

### ラジオ
- TOKYO DANCE PARK（2013年12月28日OA　Inter FM 76.1 MHz）
- 梅澤・楢木の『Happy Hoppy Tuesday！』（2017年1月3日-2月28日 毎週火曜日23:30-24:00 OA　ツイキャス 梅棒 the RADIO）
- 楢木・櫻井の『ちょっと待って！まじ火曜～♪』（2017年3月7日-4月25日 毎週火曜日23:30-24:00 OA　ツイキャス 梅棒 the RADIO）
- 『天神ウォッチ新聞女子』（2017年5月16日OA　RKB毎日放送）- 『ピカイチ！』プロモーション ゲスト出演
- 『music × serendipity』（2017年5月16日OA　LOVE FM）- 『ピカイチ！』プロモーション ゲスト出演
- 『よしもとRadio バリカタ!!』（2017年5月16日OA　RKB毎日放送）- 『ピカイチ！』プロモーション ゲスト出演
- 『TEAM LOCOのロコラジ！』（2018年2月28日OA　コミュニティラジオ天神 FM77.7MHz「COMI×TEN」）- 『Shuttered Guy』プロモーション ゲスト出演
- 『オトナビゲーション』（2018年4月11日OA　RKB毎日放送）- 『Shuttered Guy』プロモーション ゲスト出演
- 『music × serendipity』（2018年4月11日OA　LOVE FM）- 伊藤今人／楢木和也『Shuttered Guy』プロモーション ゲスト出演
- 『TEAM LOCOのロコラジ！』（2018年4月11日OA　コミュニティラジオ天神 FM77.7MHz「COMI×TEN」）- 『Shuttered Guy』プロモーション ゲスト出演
- 『TEAM LOCOのロコラジ！』（2019年9月25日OA　コミュニティラジオ天神 FM77.7MHz「COMI×TEN」）[55]- 『ウチの親父が最強』プロモーション ゲスト出演
- 『梅棒 おどんろ × ORICON NEWS』（2021年7月26日OA　Twitterスペース）-『おどんろ』プロモーション ゲスト出演
- 『music × serendipity』（2023年5月16日OA　LOVE FM）- ゲスト出演

### 動画配信
- 『エイヒレ畑で捕まえて』第2回放送（2016年2月26日　KAOS CHANNEL）- ゲスト出演
- 『エイヒレ畑で捕まえて』第6回放送（2016年6月23日　KAOS CHANNEL）- ゲスト出演
- 梅澤・楢木の『Happy Hoppy Tuesday！』（2017年2月21日23:30-24:00毎週火曜日　ツイキャス 梅棒 the RADIO）
- 『青梅英雄学園校歌（梅棒ピカイチ！ver.）』（2018年4月26日カラオケ配信開始　JOY SOUND - JOYSOUND MAX2・JOYSOUND MAX・JOYSOUND f1）- 公演オリジナル映像
- かずや・としょ・いまじんの『ポジティブ・アグレッシブ・クリエイティブ』（2018年11月27日-2019年12月24日毎月第4火曜日　ツイキャス）- 伊藤今人／遠山晶司／楢木和也 出演
- 『Everybody knows "JYANKEN"（梅棒ピカイチ！Ver.+振付教則）』（2018年12月カラオケ配信開始 JOY SOUND）- LIVE映像
- 愛のレキシアター『ざ・びぎにんぐ・おぶ・らぶ』振り返りツイキャス（2019年4月19日　ツイキャス）- 梅澤裕介／遠山晶司／楢木和也／野田裕貴 出演
- 飯野・天野・楢木・野田の『どうぞ、つまらないものですが。』（2019年4月30日／7月30日／10月29日　ツイキャス）- 梅棒つまらない四天王（飯野高拓／天野一輝／楢木和也／野田裕貴）出演
- 梅澤と遠藤の『エキゾチックサロン』（2020年2月4日　ツイキャス）- 梅澤裕介／遠藤誠／楢木和也 出演
- 筋肉紳士が『I meets You!!』踊ってみた with 楢木和也さん（2020年4月12日　niconico動画）[56]
- エブリデイ梅棒ツイキャス（2020年4月15日 -楢木＆塩野・4月18日 -遠山＆楢木・4月26日 -鶴野＆楢木・5月4日 -楢木＆野田　ツイキャス）
- yukey Collabo Instalive（2020年4月18日　Instagram）- yukey／楢木和也 出演
- 『ずやチャレ』特別コラボ配信（2020年4月27日 -天野一輝／伊藤祐輔・29日 -五十嵐耕司・30日 -渡辺謙典・5月1日 -乾直樹・2日 -谷森雄次・3日 -鈴木凌平　インスタライブ・ツイキャス）
- 梅棒 24時間ツイキャス『梅は東風（はるかぜ）を掬ぶ』（2020年5月5日20:00-6日20:00　ツイキャス）
- 『ずやチャレ』特別コラボ配信（2020年5月6日　ツイキャス）- 楢木和也／五十嵐耕司／渡辺謙典／乾直樹／谷森雄次／鈴木凌平／小南竜平 出演
- online M CAMP（2020年5月29日　インスタライブ）- 楢木和也／鈴木凌平 出演
- 『BE FIT with Musical Actors and Actress ～ミュージカル俳優とエクササイズ！～』（2020年6月7日　ZOOM／YouTube配信）- 遠山さやか／永野亮比己／香月彩里／遠藤瑠美子／楢木和也／花岡麻里名／藤岡正明／上田亜希子 出演
- 大音智海チャンネル『 "奏" (スキマスイッチ) - 楢木和也 & 大音智海 #17』（2020年6月11日配信　YouTube）[57]- ゲスト出演
- online M CAMP（2020年6月28日　インスタライブ）- 楢木和也／鈴木凌平 出演
- 舞台『KING OF DANCE』（2020年7月16日／19日／23日／8月2日／9日 8公演生配信　イープラス「Streaming+｣）- J-I 役
- VyaBase Online Summer Live（2020年7月20日配信　ツイキャスプレミア配信）
- オンラインワークショップ【舞台人への道】（2020年8月29日　Cisco Webex Meeting）- アイザックエンタープライズ
- 舞台『放課後の厨房男子』まかない飯とShall we dance? 篇（2020年11月3日／8日／28日 3公演生配信　ぴあ「PIA LIVE STREAM」）
- ブイラボコレネクショー2020（2020年12月27日生配信　ZAIKO）[58]- VyaBase ゲスト出演
- 今人・和也・飯野の『TRY! TRY! TRY!』（2020年1月28日-12月22日 毎月第4火曜日23:00-23:30　ツイキャス）- 伊藤今人／飯野高拓／楢木和也 出演
- 梅棒全員集合ツイキャス（2020年12月29日　ツイキャス）
- Web CM【IIJ CM】いんたーねっとエンジニア - 検索篇 -（2021年2月15日配信　YouTube）[59]- 梅澤裕介／遠藤誠／楢木和也 出演
- 梅棒ツイキャス特別編『両国花錦闘士』振り返りツイキャス（2021年2月15日　ツイキャス）- 梅澤裕介／遠藤誠／楢木和也／天野一輝 出演
- 楢木和也　生誕祭（2021年5月10日　ツイキャス）- 楢木和也／天野一輝／五十嵐耕司／鈴木凌平 出演
- 梅棒メンバー全員集合ツイキャス！（2021年8月14日　ツイキャス）
- ふぉ〜ゆ〜達やっちゃいなよ！MV解禁スペシャル（2021年9月20日　LINELIVEプレミアム）- 小林顕作／楢木和也 ゲスト出演
- 和也・うめ・としょの『全世界が！全力で！ワイワイワーイ！』（2021年1月5日-12月7日　毎月第1火曜日 23:00-23:30　ツイキャス）- 遠山晶司／梅澤裕介／楢木和也 出演
- ふぉ～ゆ～ meets 梅棒『Only 1, NOT No.1』振り返りツイキャス（2022年8月19日　ツイキャス）
- 【ごはんつぶ限定】ふぉ～ゆ～ meets 梅棒『Only 1, NOT No.1』振り返り配信（2022年8月30日　Zoom）
- ふぉ～ゆ～達やっちゃいなよ！（2022年9月2日　LINELIVEプレミアム）- ゲスト出演
- シンCGH振り返りツイキャス（2022年12月12日　ツイキャス）
- 【ごはんつぶ限定】シンCGH振り返り配信（2022年12月14日　Zoom）- 櫻井竜彦／楢木和也／天野一輝／野田裕貴／多和田任益 出演

### ライブ・コンサート
- angela LIVE- バックダンサー出演
- 家庭教師ヒットマンREBORN!ボンゴレ最強のカルネヴァーレ3 〜白蘭・入江参戦! （2009年12月30日　国際フォーラム ／ 2010年1月9日　名古屋市公会堂 ／ 2010年1月10日　神戸ポートピアホール）- バックダンサー出演
- 白川玲名 LIVE IN IVY HALL -Promise-（2010年11月14日　IVY HALL GLORY CHAPEL）- 振付・バックダンサー出演
- インターナショナルコンサート 夏の祭典（2011年8月23日-24日　明治座）- バックダンサー出演
- KAITO&レン応援祭・初音ミク（2011年12月3日　横浜BLITZ） - 振付・ダンサー出演
- リスアニ！LIVE 2011（2011年12月4日　日本武道館）-黒崎真音『夢幻 -a true love tale-』- バックダンサー出演

- MICHAEL JACKSON TRIBUTE LIVE（2011年12月13日-14日　国立代々木競技場第一体育館）- バックダンサー出演
- EX-SEED featuring Live『The Beautiful Journey』（2012年3月30日　二子玉川KIWA）
- 『PROMISES,PROMISES』IN CONCERT（2012年5月9日　新国立劇場中劇場）- アンサンブル出演

- 華原朋美 「DREAM」（2013年11月14日-15日　青山劇場 ／ 11月25日　NHKホール）- バックダンサー出演
- 可知寛子の『方向性見失った』（2014年2月19日　吉祥寺STAR PINE'S CAFE）[60]
- 可知寛子の『方向性見失った』追加公演＆大反省会（2014年4月22日　吉祥寺STAR PINE'S CAFE）[61]
- 可知寛子と賢者の石（2014年12月15日　吉祥寺STAR PINE'S CAFE）[62]
- 『岡幸二郎を倒せ』（2016年2月4日-6日　吉祥寺STAR PINE'S CAFE）[63]
- 『T&T Live vol.10 〜ティーティークエストⅢ』（2017年3月28日-29日　雷5656会館）- 振付・ゲスト出演
- VyaBase LIVE『眠れぬ森の猫』（2018年2月17日　サラヴァ東京）
- VyaBase LIVE vol.2『魔法ライフ -Magic Life- 』（2018年7月13日-14日　池袋 LiveHouse mono）
- VyaBase LIVE vol.3『仏風クレソンOmlet』～男女4人（+1）春物語～（2019年4月5日-6日　池袋 LiveHouse mono）
- VyaBase LIVE vol.3.5『眠れぬ魔法のOmlet』～ベストヒット歌謡祭 VyaBaseの秋祭り2019～（2019年9月7日-8日　JZ BRAT SOUND OF TOKYO）
- Come A Live（2019年10月11日　nu dish Deli&cafe）
- Come A Live Vol.2（2019年12月27日　KIWA TENNOZ）
- Departure（2019年12月28日　KIWA TENNOZ）
- VyaBase LIVE Vol.4『雪とアプリコット』（2020年12月13日　COTTON CLUB）[64]
- YDSL on Xmas（2021年12月25日-26日　銀座SOLA）- ゲスト出演
- VyaBase LIVE Vol.5『あゝ哀情』～タイマン張る奴の唄が聞こえるか～（2022年8月13日-14日　吉祥寺Star Pine's Cafe）※新型コロナウイルスによる体調不良者が出たため開催を延期。
- VyaBase LIVE Vol.5『あゝ哀情』～タイマン張る奴の唄が聞こえるか～リベンジ公演！やっぱり朗読やーめたっ！（2022年12月21日・2023年1月10日　吉祥寺Star Pine's Cafe）
- Like Attracts Like - This is how we live -[65]（2023年3月31日　COTTON CLUB）- Soiree 2nd stage 出演
- YDSL 2023 Musicalやっちゃう！？～金のボンバーヘッド～（2023年6月17日　吉祥寺Star Pine's Cafe）- ゲスト出演
- VyaBase Live Vol.6『仏風クレソンOmlet Again ～男女4人（+1）夏物語～（2023年8月21日-23日　吉祥寺Star Pine's Cafe）

### CD・DVD
- 『V!V!V!V!ブイヤベース！』（2019年4月5日発売）- VyaBase（市川祐子／角川裕明／楢木和也／本坊綾子）
- 『UMEBOU the BEST 2012-2019』（2020年2月6日発売）- 梅棒（規格品番：UMBC-10001）
- 『夏のソナタ』（2020年12月13日発売）- VyaBase（市川祐子／角川裕明／楢木和也／本坊綾子）
- 舞台『KING OF DANCE』（2020年12月18日発売）- J-I 役（Blu-ray規格品番：TCBD-0945 ／ DVD規格品番：TCED-5096）

### PV
- パク・ヒョンビン『シャバン シャバン』（2011年4月20日発売 - SonyMusic）- MV出演
- 白川玲名 with 奥本健『抱きしめた夜が愛し過ぎて』（2011年10月5日配信）[66] - MV出演

- 山崎育三郎 CD「1936 ～your songs～」より『君は薔薇より美しい』（2016年8月24日発売 -UNIVERSAL MUSIC JAPAN ）- MV振付・出演[67]

## 振付

### 【2010年】
- WWW（スリーダブリュー）公演 vol.2『MIRROR-Looking Glass Self-』（2月28日　セシオン杉並ホール）
- 白川玲名 LIVE IN IVY HALL -Promise-（11月14日　IVY HALL GLORY CHAPEL）- 振付・バックダンサー出演

### 【2011年】
- 演劇集団ブロッケン・ブロッケン 第3回公演『太陽の破片』（6月22日-26日　相鉄本多劇場）
- アニメ聖Smiley学園コンサート『聖Smiley学園 文化祭 2011』（7月3日　中野サンプラザホール）
- 音屋クラブイベント『3rd PLACE』（9月4日　吉祥寺CLUB SEATA）-ナンバー振付・バックダンサー出演
- KAITO&レン応援祭・初音ミク（12月3日　横浜BLITZ） - 振付・ダンサー出演

### 【2012年】
- Oasis 10周年記念公演『Oasistation』（1月15日　蕨市民会館コンクレレホール）- ナンバー振付
- 戸塚慎 ワンマンライブ（3月3日-4日　新宿SPACE107）
- TH･IA『星屑エレジー』（3月28日発売）- PV振付アシスタント
- Rhythm Land vol.3～おとぎ話～（8月11日-12日　北千住 Theatre 1010）- ナンバー振付[68]

### 【2013年】
- Rhythm Land vol.4（2月23日　川崎CLUB CITTA'）- ナンバー振付
- ICE CREAM CARNIVAL 2013（3月2日-3日　北千住 Theatre 1010）- ナンバー振付
- Faith（6月1日　SHIBUYA-AX）- ナンバー振付
- 舞台『戦国BASARA』武将伝2013（7月13日-14日　有明コロシアム）- 振付アシスタント
- 第2回 Dance Company HIDE&SEEK 公演『Last words』（10月8日-9日　練馬文化会館小ホール）- ナンバー振付

### 【2014年】
- Rhythm Land vol.6（2月22日　川崎CLUB CITTA'）- ナンバー振付
- ICE CREAM CARNIVAL 2014（3月8日-9日　北千住 Theatre 1010）- ナンバー振付
- HIDE&SEEK vol.6（4月15日　川崎CLUB CITTA'）- ナンバー振付
- 蒼井翔太 1st LIVE 『Virginal』（5月10日　日本青年館）- 振付・ダンサーキャスティング
- Dance Company MKMDC『おりちか9』（7月11日-13日　国立オリンピック記念青少年総合センター カルチャー棟小ホール）
- 蒼井翔太 2nd single『TRUE HEARTS』（8月6日発売）- MV振付・ダンサーキャスティング
- 早稲田大学ジャズダンスサークルOasis 定期公演『LIFE』（9月5日　埼玉会館）- ナンバー振付
- 可知寛子と女だらけの『バスガス爆発ブスバスガイド』（11月11日　吉祥寺STAR PINE'S CAFE）

### 【2015年】
- hopestage vol.2 "Re:leaf"（2月8日　蕨市民会館コンクレレホール）- ナンバー振付
- ICE CREAM CARNIVAL 2015（3月7日-8日　北千住 Theatre 1010）- ナンバー振付
- YOU（遊）VOL.14 ～青春～（3月15日　クラブチッタ川崎）- ナンバー振付・出演
- HIDE&SEEK vol.8（4月26日　川崎CLUB CITTA'）- ナンバー振付
- 蒼井翔太 1st album『UNLIMITED』（4月22日発売）- MV振付・ダンサーキャスティング
- 蒼井翔太 2nd LIVE『UNLIMITED』（5月5日　東京ドームシティホール）- 振付・ダンサーキャスティング
- BREAK OUT祭（7月11日　Zepp DiverCity）- 蒼井翔太 出演部分 振付・ダンサーキャスティング
- Dance Company MKMDC『ORICHIKA 10』（8月1日-2日　江東区文化センターホール）- ナンバー振付
- アサヒビール 阪神甲子園球場動画（2015年夏）
- 蒼井翔太 4th single『MURASAKI』（9月2日発売）- MV振付
- 平熱43度 第9回公演 番外公演 微熱43度『熱血戦隊ハートレンジャー』「歌乙女ノ旋律」・「背徳の指揮棒」（10月8日-18日　大塚萬劇場）
- Studio √isions Showcase vol.1『HEREOUT』（10月11日　四ツ谷区民ホール）- ナンバー振付・出演
- PRINCE KAGUYA（11月28日-12月6日　銀座博品館劇場 ／ 12月12日-13日　松下IMPホール）- 振付・出演

### 【2016年】
- Dance Company MKMDC 第三回本公演 Second WIND 最終章 ～EARLY LAST DAYS～（1月16日-17日　蕨市民会館コンクレレホール）
- TOKYO七福神GEKIJO SPEEDY SHOCKING SURPRISED LIVE TARO ～Shall We TARO?～（3月2日-6日　銀座博品館劇場）[69]- 振付・出演 おばあさん役

- 蒼井翔太 LIVE 2016 WONDER lab. ～僕たちのsign～（3月13日　日本武道館）[70]
- 「α」 OBOG公演～episode 0～（3月21日　牛込箪笥区民ホール）- ナンバー振付
- Dance Company MKMDC『ORICHIKA 11』（7月16日-17日　和光市文化センターサンゼリア大ホール）- ナンバー振付
- 山崎育三郎 CD「1936 ～your songs～」より『君は薔薇より美しい』（8月24日発売）- MV振付・出演[67]
- 山崎育三郎ファンクラブイベント（10月1日　品川グランドホール）- 振付・バックダンサー出演
- 早稲田大学ジャズダンスサークル Oasis 15周年記念公演 ImpresS（10月23日　和光市文化センターサンゼリア大ホール）- ナンバー振付
- テレビドラマ『勇者ヨシヒコと導かれし七人』 第7話（11月19日OA　テレビ東京） - ミュージカル部分振付・出演
- ナイスガイ in ニューヨーク（12月2日-4日　サンケイホールブリーゼ ／ 12月7日-27日　シアタークリエ）

### 【2017年】
- テレビドラマ『スーパーサラリーマン左江内氏』（1月14日-3月18日 毎週土曜日21時-21時54分OA　日本テレビ）- エンディングダンス振付
- 蒼井翔太 8th single『flower』[71]（1月25日発売）- MV振付
- 蒼井翔太 LIVE 2017 WONDER lab. ～prism～（2月4日　オリックス劇場 ／ 2月12日　国立代々木競技場 第一体育館）[72]- 振付・ダンサーキャスティング
- 『遊び箱 VOL.1』（3月25日-26日　サンパール荒川大ホール）- ナンバー振付
- ミュージカル『キューティ・ブロンド』（3月21日-4月3日　シアタークリエ 他）- 伊藤今人／楢木和也／野田裕貴 振付
- 『T&T Live vol.10 〜ティーティークエストⅢ』（3月28日-29日　雷5656会館）- 振付・ゲスト出演
- 新世界ロマンスオーケストラ（4月30日-5月21日　東京グローブ座 ／ 5月26日-28日　梅田芸術劇場シアター・ドラマシティ）
- 舞台『刀剣乱舞』義伝 暁の独眼竜（6月1日-25日　天王洲銀河劇場 他）- 伊藤今人／楢木和也 振付
- Fate/Grand Order THE STAGE - 神聖円卓領域キャメロット -（7月14日-7月17日 ／ 9月29日-10月8日　Zeppブルーシアター六本木）[73]
- Dance Company MKMDC『ORICHIKA 12』（7月15日-16日　和光市文化センターサンゼリア大ホール）- ナンバー振付
- 蒼井翔太 OFFICIAL FANCLUB EVENT『A☆happy lab. Party 2017 ～Summer Memory～』（8月12日　パシフィコ横浜 国立大ホール）- 振付・バックダンサー出演
- イケメン戦国 THE STAGE ～織田軍 VS ”海賊”毛利元就編～（8月30日-9月3日　銀座博品館劇場）[74]
- 早稲田大学ジャズダンスサークル Oasis 定期公演 Oasis LIVE 2017『Growing』（9月8日-9日　埼玉会館大ホール）- ナンバー振付
- 月刊「根本宗子」第14号『スーパーストライク』（10月12日-10月25日　ザ・スズナリ）[75]
- 蒼井翔太 LIVE 2017 WONDER lab. Ø（10月21日　大阪国際会議場大ホール ／ 11月25日-26日　両国国技館 他）[76]- 振付・ダンサーキャスティング
- 舞台『スマートモテリーマン講座』（11月2日　かめありリリオホール ／ 11月26日　福岡国際会議場 ／ 11月30日-12月3日　シアター・ドラマシティ ／ 12月15日-30日　天王洲銀河劇場 他）[77]
- うたの☆プリンスさまっ♪ Shining LiveテーマソングCD 『Shining☆Romance』- ST☆RISH ／ 『FORCE LIVE』- QUARTET NIGHT（11月15日発売）- MV振付[78]
- ICE CREAM CARNIVAL（12月2日　浅草公会堂）- ナンバー振付
- オールナイトニッポン50周年記念舞台『太陽のかわりに音楽を。』（12月7日-17日　銀座博品館劇場）

### 【2018年】
- イケメン革命◆アリスと恋の魔法 THE STAGE Episode 黒のエース フェンリル＝ゴッドスピード（1月10日-14日　銀座博品館劇場）[79]
- よしもと芸人×映画【グレイテスト・ショーマン】ビッグコラボ『グレイテスト・よしもと・ショーマン ～This is Me～』（2月5日公開　YouTube - Warner Music Japanチャンネル）[80]- ダンス指導・構成
- 映画『THE GREATEST SHOWMAN』ジャパン・スペシャル・イベント（2月13日　歌舞伎町シネシティ広場）[81][82]- 振付・ディレクション・ダンサーキャスティング
- 早稲田大学ミュージカルサークル Seiren Musical Project 44th『MEMPHIS』（3月7日-11日　六行会ホール）
- イケメン戦国 THE STAGE ～織田信長編～（4月5日-9日　シアター1010）[83]
- 舞台『刀剣乱舞』悲伝 結いの目の不如帰（6月2日-8日　明治座 ／ 6月14日-7月1日　京都劇場 ／ 7月4日-6日　北九州ソレイユホール ／ 7月19日-22日　日本青年館ホール ／ 7月25日-29日　天王洲銀河劇場）[84]- 伊藤今人／楢木和也 振付
- Dance Company MKMDC『ORICHIKA 13』（7月21日-22日　和光市文化センターサンゼリア大ホール）- ナンバー振付・出演
- MANKAI STAGE『A3!』～SPRING & SUMMER 2018～（6月28日-7月8日　天王洲銀河劇場 ／ 7月13日-16日　京都劇場 ／ 10月26日-11月4日　天王洲銀河劇場）[85]- 伊藤今人／楢木和也 振付
- ミュージカル『シティ・オブ・エンジェルズ』（9月1日-17日　新国立劇場中劇場 ／ 9月27日-30日　新歌舞伎座）[86]- ジミー・パワーズ 役として出演・振付
- ドラマ『今日から俺は!!』（10月14日-12月16日 毎週日曜22時30分 - 23時25分OA　日本テレビ）- オープニングダンス振付
- 放課後の厨房男子（10月18日-11月4日　銀座博品館劇場）- 霜川邦夫 役として出演・振付
- FNS歌謡祭『キューティ・ブロンド』（12月12日OA　フジテレビ）- 楢木和也／野田裕貴 アレンジ構成・振付・ディレクション

### 【2019年】
- 蒼井翔太 LIVE 2019 WONDER lab.Ｉ（1月5日-2月17日　武蔵野の森 総合スポーツプラザ メインアリーナ 他）[87]
- Fate/Grand Order THE STAGE - 絶対魔獣戦線バビロニア -（1月11日-14日　サンケイホールブリーゼ ／ 1月19日-27日　日本青年館ホール）[88]- 楢木和也／松GORI／泰智 振付
- MANKAI STAGE『A3!』～AUTUMN & WINTER 2019～（1月31日-2月11日　日本青年館ホール ／ 2月23日-24日　下関市民会館大ホール ／ 2月27日-3月3日　梅田芸術劇場メインホール ／ 3月15日-24日　天王洲 銀河劇場）[89]- 伊藤今人／楢木和也 振付
- ミュージカル『キューティ・ブロンド』（2月11日-28日　シアタークリエ 他）- 伊藤今人／楢木和也／野田裕貴 振付
- 愛のレキシアター『ざ・びぎにんぐ・おぶ・らぶ』（3月10日-24日　赤坂ACTシアター ／ 3月30日-31日　オリックス劇場）- 梅棒振付・出演
- MANKAI STAGE『A3!』～ SPRING 2019～（4月25日-5月6日　天王洲 銀河劇場 ／ 5月10日-14日　大阪メルパルクホール ／ 5月18日-19日　長岡市立劇場大ホール ／ 5月23日-6月2日　天王洲 銀河劇場）[90]- 伊藤今人／楢木和也 振付
- 『ハロプロダンス学園』（5月9日・5月23日・6月6日OA　ダンスチャンネル）- 伊藤今人／楢木和也／野田裕貴 演出・振付・出演
- ALL OUT『マッスルカフェ』（6月8日　池袋Grafica 他）
- 宝塚歌劇団 星組公演 ミュージカル・フルコース『GOD OF STARS -食聖-』（7月12日-8月19日　宝塚大劇場 ／ 9月6日-10月13日　東京宝塚劇場）[91]- 伊藤今人／楢木和也 振付
- Dance Company MKMDC『ORICHIKA 14』（7月21日　和光市文化センターサンゼリア大ホール）- ナンバー振付
- オリエント急行殺人事件（7月26日-28日　森ノ宮ピロティホール ／ 8月1日-2日　ウインクあいち大ホール ／ 8月9日-18日　サンシャイン劇場）[92]- ステージング
- MANKAI STAGE『A3!』～ SUMMER 2019～（8月8日-18日　品川プリンスホテル ステラボール ／ 8月23日-9月1日　AiiA Theater Kobe ／ 9月6日-8日　名古屋市公会堂 ／ 9月13日-15日　長岡市立劇場大ホール ／ 9月19日-29日　品川プリンスホテル ステラボール）[93]- 伊藤今人／楢木和也 振付
- 第7回中野駅前大盆踊り大会（8月11日　中野セントラルパーク内パークアベニュー）- ALL OUT『筋肉盆踊り』振付[50][51]
- 梅棒 EXTRAシリーズ『ウチの親父が最強』（9月5日-15日　銀座博品館劇場 ／ 9月20日-23日　新国立劇場小劇場 ／ 10月19日　西鉄ホール ／ 10月22日　四日市市文化会館第2ホール ／ 10月25日-27日　COOL JAPAN PARK OSAKA TTホール）- 梅棒振付
- TOKYO GAME SHOW 2019（9月12日-15日　幕張メッセ）- Z/X（ゼクス）声優ユニット『SHiFT』ミニライブ[94]振付
- 『放課後の厨房男子』リターンマッチは恋の味 篇（11月1日-5日　日経ホール ／ 11月23日-24日　松下IMPホール ／ 11月27日-12月8日　銀座博品館劇場）- 霜川邦夫 役として出演・振付
- FBS福岡放送開局50周年記念『やーっ！ダンス』（11月12日公開　福岡放送）[95]
- 舞台『刀剣乱舞』維伝 朧の志士たち（11月22日-12月1日　TOKYO DOME CITY HALL ／ 12月6日-15日　AiiA Theater Kobe ／ 12月20日-2020年1月12日　赤坂ACTシアター ／ 1月17日-18日　福岡サンパレス ホテル＆ホール）[96]- 楢木和也／野田裕貴 振付
- DANCE NATION 2019 大祭り（12月1日　アリーナ立川立飛）[97]- ダンス舞台『私はアンドロイド』[98]楢木和也／kie／MITSUSHI 演出・振付
- STAGE FES 2019-2020（12月31日　大宮ソニックシティホール）[99]- MANKAI STAGE『A3!』～AUTUMN 2020～ 振付

### 【2020年】
- MANKAI STAGE『A3!』～ AUTUMN 2020～（1月18日-26日　品川プリンスホテル ステラボール ／ 1月31日-2月2日　アイプラザ豊橋 ／ 2月6日-16日　AiiA Theater Kobe ／ 2月20日-3月1日　品川プリンスホテル ステラボール）[100]- 伊藤今人／遠山晶司／楢木和也 振付
- Z/X presents SHiFT バレンタインライブ 2020 ～みんな大好きだよ♪～（2月22日　ベルサール秋葉原）[101][102][103]
- 『FAINAL FANTASY BRAVE EXVIUS』THE MUSICAL（3月6日-15日　天王洲 銀河劇場 ／ 3月20日-29日　AiiA Theater Kobe）- 楢木和也／NANOI／泰智 振付　※新型コロナウイルス感染拡大防止のため全公演中止。2020年3月12日に無観客にて公演を行い、ニコニコ生放送で生配信が行われた。
- 『ハロプロダンス学園 シーズン3』公開収録（3月18日　TOKYO FM HALL）- 楢木和也／天野一輝／野田裕貴 振付　※新型コロナウイルス感染拡大防止のため中止。
- 筋肉紳士が『I meets You!!』踊ってみた with 楢木和也さん（4月12日　niconico動画）[56]
- MANKAI STAGE『A3!』～WINTER 2020～（4月24日-5月10日　天王洲 銀河劇場 ／ 5月14日-24日　AiiA Theater Kobe ／ 5月28日-31日　レグザムホール大ホール ／ 6月4日-14日　品川プリンスホテル ステラボール）[104]- 伊藤今人／遠山晶司／楢木和也 振付　※新型コロナウイルス感染拡大防止のため全公演中止。
- 『ハロプロダンス学園 シーズン3』（5月21日#1 OA・6月4日#2 OA・6月18日#3 OA・7月2日#4 OA・7月16日#5 OA・8月6日#6 OA　ダンスチャンネル）[53]- 伊藤今人／楢木和也／天野一輝／野田裕貴 演出・振付・出演
- ゼクストリーム＠ONLINE 2020.SUMMER ステージイベント（6月14日　オンライン配信）
- 映画『今日から俺は!!劇場版』（7月17日公開　東宝系にて全国ロードショー）[105][106][107]- エンディングダンス振付
- MANKAI STAGE『A3!』～WINTER 2020～（8月16日-22日　天王洲 銀河劇場）[108][109] - 伊藤今人／遠山晶司／楢木和也 振付
- 『ハロプロダンス学園　課外活動Vol.05 ～座談会SP～』（9月3日 前編 OA・9月17日 後編 OA　ダンスチャンネル）- 伊藤今人／楢木和也／天野一輝／野田裕貴 演出・振付・出演
- MANKAI STAGE『A3!』Four Seasons LIVE 2020（9月17日-20日　東京ガーデンシアター）[110] - 伊藤今人／遠山晶司／楢木和也 振付・ステージング
- Fate/Grand Order THE STAGE - 冠位時間神殿ソロモン -（10月18日　TACHIKAWA STAGE GARDEN ／ 10月24日-30日　東京国際フォーラム ホールC）[111]- 楢木和也／松GORI／泰智 振付
- 舞台『放課後の厨房男子』まかない飯とShall we dance? 篇（10月31日-11月4日　日経ホール ／ 11月6日-8日　松下IMPホール ／ 11月18-29日　紀伊國屋サザンシアター）[20][21][22]- 霜川邦夫 役・振付

- 三銃士企画『両国花錦闘士（りょうごくおしゃれりきし）』（12月5日-23日　明治座 ／ 2021年1月5日-13日　新歌舞伎座 ／ 1月17日-28日　博多座）[112] - 楢木和也／天野一輝 振付
- オリエント急行殺人事件（12月8日-27日　Bunkamuraシアターコクーン）[92]- ステージング
- AYUTO ワンマンライブ ～A-LIVE～（12月20日　初台DOOR）-振付

### 【2021年】
- 舞台『刀剣乱舞』天伝 蒼空の兵 - 大坂冬の陣 -（1月10日-3月28日　IHIステージアラウンド東京）[113] - 振付
- BLACKSTAR -Theater Starless- 1st LIVE「BLACK LIVE」（2月28日　KT Zepp Yokohama）- 振付
- 『パークビューライフ』-（4月7日-18日　世田谷パブリックシアター ／ 4月23日-25日　サンケイホールブリーゼ ／ 5月1日-2日　ウインクあいち）[114]- ステージング　※新型コロナウイルス感染症緊急事態宣言により大阪公演中止。
- 舞台『刀剣乱舞』无伝 夕紅の士 - 大坂夏の陣 -（4月11日-6月27日　IHIステージアラウンド東京）[115]- 楢木和也／野田裕貴 振付
- MANKAI STAGE『A3!』～WINTER 2020～ MUSIC Collection発売記念イベント（4月19日　オンライントークイベント＆ミニライブ）- 振付
- そこそこ本格ミステリ『照くん、カミってる！～宇曾月家の一族殺人事件～』（5月3日-23日　東京グローブ座 ／ 5月28日-30日　梅田芸術劇場シアター・ドラマシティ）[116]- 楢木和也／梅澤裕介 振付　※新型コロナウイルス感染症緊急事態宣言により東京公演5月3日-11日、大阪公演中止。
- MANKAI STAGE『A3!』～WINTER 2021～（5月20日-30日　TACHIKAWA STAGE GARDEN ／ 6月3日-6日　梅田芸術劇場シアター・ドラマシティ ／ 6月10日-13日　アイプラザ豊橋）- 振付　※新型コロナウイルス感染症緊急事態宣言により大阪公演6月3日-4日中止。
- うたの☆プリンスさまっ♪ 10th Anniversary CD ST☆RISH Ver.（6月2日発売）[117]- MV振付
- うたの☆プリンスさまっ♪ 10th Anniversary CD QUARTET NIGHT Ver.（6月2日発売）[118]- MV振付
- うたの☆プリンスさまっ♪ 10th Anniversary CD HE★VENS Ver.（6月2日発売）[119]- MV振付
- ゼクストリーム＠ONLINE 2021.SUMMER（6月19日ライブ配信　ZAIKO）- SHiFTスペシャルライブ振付
- Dance Company MKMDC『ORICHIKA 15』（7月10日-11日　和光市民文化センターサンアゼリア）- ナンバー振付・10日夜公演のみ出演
- BLACKSTAR『BLACK TOUR』[120]（7月31日　福岡DRUM LOGOS ／ 8月9日　松下IMPホール ／ 8月14日　京都KBSホール ／ 8月21日　仙台SENDAI GIGS ／ 8月29日　名古屋CLUB QUATTRO）- 松GORI／泰智（KoRocK）／楢木和也（京都公演・仙台公演） 振付
- MANKAI STAGE『A3!』Troupe LIVE ～SPRING 2021～（8月18日-22日　TACHIKAWA STAGE GARDEN）[121]- 伊藤今人／遠山晶司／楢木和也 振付・ステージング
- うたの☆プリンスさまっ♪SHINING STAR STAGE -LOVE in DREAM-[122]（8月19日-22日　東京ガーデンシアター）- 振付
- ふぉ〜ゆ〜 結成10周年記念Music Video「大丈夫さ」[123][124]（9月20日動画公開　YouTube）- 振付
- MANKAI STAGE『A3!』Troupe LIVE ～SUMMER 2021～[125]（10月26日-31日　KAAT神奈川芸術劇場）- 伊藤今人／遠山晶司／楢木和也 振付・ステージング
- BLACKSTARクラブイベント『BLACK HALLOWEEN』[120]（10月29日-30日／11月5日-6日　渋谷WOMB）- 泰智（KoRock）／楢木和也／CluMsy CracKer-Jack 振付
- MANKAI STAGE『A3!』Troupe LIVE ～AUTUMN 2021～[126]（12月8日-12日　東京国際フォーラム ホールC）- 伊藤今人／遠山晶司／楢木和也 振付・ステージング
- ゼクストリーム＠ONLINE 2021.WINTER（11月28日ライブ配信　ZAIKO）- SHiFT・iDAスペシャルライブ振付
- MANKAI MOVIE『A3!』～SPRING & SUMMER～[127]（12月3日 全国ロードショー）- 伊藤今人／楢木和也 振付
- 梅棒 13th "RE" WORK『風桶』[128]（12月17日-30日　本多劇場 ／ 2022年1月9日-10日　COOL JAPAN PARK OSAKA TTホール ／ 1月20日-21日　名古屋市芸術創造センター）- 梅棒振付

### 【2022年】
- BLACKSTAR -theater Starless-『BLACK LIVE II』[120]（1月6日-7日　KT Zepp Yokohama）- 泰智（KoRock）／楢木和也／CluMsy CracKer-Jack 振付
- 映画『コンフィデンスマンJP 英雄編』[129]（1月14日 全国ロードショー）- 伊藤今人／楢木和也／天野一輝 ミュージカルシーン監修・振付
- MANKAI STAGE『A3!』Troupe LIVE ～WINTER 2022～[130]（2月23日-26日　TACHIKAWA STAGE GARDEN）- 伊藤今人／遠山晶司／楢木和也 振付・ステージング
- MANKAI MOVIE『A3!』～AUTUMN & WINTER～[127]（3月4日 全国ロードショー）- 伊藤今人／楢木和也 振付
- うたの☆プリンスさまっ♪SHINING STAR STAGE -LOVE in DREAM- ENCORE[131]（3月10日-13日　幕張メッセ 国際展示場9ホール）- 振付
- MANKAI STAGE『A3!』ACT2! ～SPRING 2022～[132]（4月22日-27日　東京国際フォーラム ホールC ／ 5月4日-8日　神戸国際会館こくさいホール ／ 5月13日-15日　レクザムホール 大ホール ／ 5月20日-30日　日本青年館ホール）- 伊藤今人／楢木和也 振付
- BLACKSTAR『BLACK TOUR 2022』[133]（5月3日　Zepp Haneda ／ 5月13日-14日　Zepp Osaka Bayside ／ 5月21日　KT Zepp Yokohama ／ 6月10日　Zepp Fukuoka ／ 6月25日　Zepp Nagoya ／ 6月26日　Zepp Haneda）- 泰智（KoRock）／楢木和也／CluMsy CracKer-Jack 振付
- ゼクストリーム 2022.SUMMER 『Z/X iDOL SPECiAL LiVE!! SHiFT & iDA MAKE YOUR HAPPY!!』（5月15日　ベルサール秋葉原）- SHiFT・iDAスペシャルライブ振付
- CROSS ROAD～悪魔のヴァイオリニスト パガニーニ～[134]（6月7日-30日上演予定　シアタークリエ） - 振付
- MANKAI STAGE 『A3!』ACT2! ～SUMMER 2022～[135]（7月16日-24日　TACHIKAWA STAGE GARDEN ／ 7月29日-8月5日　COOL JAPAN PARK OSAKA WWホール ／ 8月12日-21日　TACHIKAWA STAGE GARDEN）- 伊藤今人／楢木和也 振付
- Dance Company MKMDC『ORICHIKA 16』（7月23日-24日　和光市民文化センターサンアゼリア）- ナンバー振付
- NHK特集ドラマ『アイドル』（8月11日 OA　NHK総合）- 楢木和也／天野一輝／suzuyaka 振付
- MANKAI STAGE『A3!』ACT2! ～AUTUMN 2022～（11月4日-13日　TOKYO DOME CITY HALL ／ 11月18日-20日　北九州ソレイユホール ／ 11月26日-12月5日　TOKYO DOME CITY HALL）- 伊藤今人／楢木和也／遠山晶司 振付
- 『歌妖曲〜中川大志之丞変化〜』[136]（11月6日-30日　明治座 ／ 12月8日-12日　キャナルシティ劇場 ／ 12月17日-25日　新歌舞伎座）- 楢木和也／天野一輝 振付
- ゼクストリーム 2022.WINTER STAGE & LIVE STREAM（11月26日　ベルサール秋葉原）- SHiFT・iDAスペシャルライブ振付
- 2022 FNS歌謡祭 第2夜（12月14日 OA　フジテレビ）- ミュージカル特集『歌妖曲～中川大志之丞変化～』『SPY×FAMILY』楢木和也／天野一輝 振付

### 【2023年】
- BLACKSTAR - Theater Starless -『BLACK LIVE III』[120]（1月7日-8日　KT Zepp Yokohama）- 泰智（KoRock）／CluMsy CracKer-Jack／楢木和也 振付

- MANKAI STAGE『A3!』ACT2! ～WINTER 2023～[137]（1月21日-29日　TACHIKAWA STAGE GARDEN ／ 2月3日-12日　AiiA 2.5 Theater Kobe ／ 2月17日-26日　TACHIKAWA STAGE GARDEN）- 伊藤今人／楢木和也／遠山晶司 振付
- エール管弦楽団 第8回演奏会 新感覚コンサート クラシカエール Vol.6 筋肉協奏曲 マッスル！ハッスル！クラシック！（3月5日　サントリーホール 大ホール）- 構成
- SPY×FAMILY（3月8日-29日　帝国劇場 ／ 4月11日-16日　兵庫県立芸術文化センター KOBELCO大ホール ／ 5月3日-21日　博多座）- 梅棒 振付
- うたの☆プリンスさまっ♪ SHINING STAR STAGE -SONG PARADE☆- （3月23日-26日　幕張メッセ）- 振付
- MANKAI STAGE『A3!』ACT2! ～SPRING 2023～[138]（5月13日-21日　TACHIKAWA STAGE GARDEN ／ 5月27日-28日　AiiA 2.5 Theater Kobe ／ 6月2日-11日　TOKYO DOME CITY HALL）- 伊藤今人／楢木和也／遠山晶司 振付
- BLACKSTAR - Theater Starless -『BLACK TOUR 2023』[120]（7月1日　Zepp Nagoya ／ 7月9日　恵比寿ザ・ガーデンホール ／ 7月16日　DRUM LOGOS ／ 7月30日　松下IMPホール ／ 8月6日　Sound lab mole ／ 8月12日　豊洲PIT）- 泰智（KoRock）／CluMsy CracKer-Jack／楢木和也 振付
- 舞台『刀剣乱舞』七周年感謝祭 -夢語刀宴會-[139]（8月4日-6日　幕張メッセ 幕張イベントホール）- 伊藤今人／楢木和也／野田裕貴 振付
- Dance Company MKMDC『ORICHIKA 17』（8月12日-13日　和光市民文化センターサンアゼリア）- ナンバー振付
- MANKAI STAGE『A3!』ACT2! ～SUMMER 2023～[140]（8月12日-20日　TACHIKAWA STAGE GARDEN ／ 8月26日-9月3日　AiiA 2.5 Theater Kobe ／ 9月8日-18日　TACHIKAWA STAGE GARDEN）- 伊藤今人／楢木和也／遠山晶司 振付

## 企画・制作
- ダンス発表会イベント『Xro§Pot ～クロスポット～』（2014年8月16日-17日　中野ZERO 小ホール）
- Kazuya Naraki Birthday Challenge Event 2020『ずやチャレ』（2020年5月6日　AKIBAカルチャーズ劇場）※新型コロナウイルス感染拡大防止のため全公演中止。

## 雑誌・新聞等掲載
- 『SDM（ストリートダンスマガジン）』（2011年9月号vol.25 フリーペーパー）- 梅棒・MKMDC
- 『SDM（ストリートダンスマガジン）』（2011年11月号vol.26 フリーペーパー）- 梅棒
- 『SDM（ストリートダンスマガジン）』（2012年9月号vol.31 フリーペーパー）- 梅棒（表紙）
- 『SDM（ストリートダンスマガジン）』（2012年11月号vol.32 フリーペーパー）- 梅棒・MKMDC
- 『SDM（ストリートダンスマガジン）』（2013年1月号vol.33 フリーペーパー）- 梅棒
- SANKEI EXPRESS（2015年4月9日発売）- 梅棒（DANCE DANCE ASIA）
- DANCE SQUARE vol.8（2015年7月21日発売）- 梅棒（『クロスジンジャーハリケーン』キャスト紹介部分のみ掲載）
- DANCE SQUARE vol.11（2016年1月21日発売）- 梅棒（『OMG/風桶』稽古場レポート）
- DANCE SQUARE vol.19（2017年5月27日発売）- 梅棒（『ピカイチ！』フライヤー撮影）
- DANCE SQUARE vol.20（2017年7月21日発売）- 梅棒（『ピカイチ！』ステージレポート）
- 『SDM（ストリートダンスマガジン）』（2017年11月号vol.62 フリーペーパー）- 梅棒（『ピカイチ！』ステージレポート）
- DANCE SQUARE vol.22（2017年11月27日発売）- 梅棒（『TOKYO TRIBE』ステージレポート）
- 『SDM（ストリートダンスマガジン）』（2018年1月号vol.63 フリーペーパー）- 梅棒（『TOKYO TRIBE』ステージレポート）
- SODA PLUS vol.5（2018年2月8日発売）- 梅棒（今、注目の劇団②）
- シティ情報ふくおか（2018年2月20日発売）[141]- ソロインタビュー（Shuttered Guy）
- ステージぴあ（2018年3+4月号 フリーペーパー）- 大久保祥太郎／伊藤今人／楢木和也（『Shuttered Guy』対談）
- ステージぴあ九州版（2018年春号 フリーペーパー）- ソロインタビュー（Shuttered Guy）
- 毎日新聞（2018年3月1日）- ソロインタビュー（Shuttered Guy）
- DANCE SQUARE vol.24（2018年3月27日発売）- まちゃあき／泰智／RYO／伊藤今人／楢木和也（『Shuttered Guy』座談会）
- ミュージカル 2018年11月・12月号（2018年11月5日発売）-『シティ・オブ・エンジェルズ』ステージフォト
- DANCE SQUARE vol.28（2018年11月27日発売）- 『放課後の厨房男子』ステージレポート・野澤祐樹／楢木和也（『放課後の厨房男子』対談）
- STAGE SQUARE vol.36（2018年12月27日発売）- ふぉ〜ゆ〜記事面に『放課後の厨房男子』写真掲載
- DANCE SQUARE vol.29（2019年1月31日発売）- 梅棒（『超ピカイチ！』ステージレポート）
- STAGE SQUARE vol.39（2019年6月27日発売）- 『エリザベート』ステージレポート
- BEST STAGE Vol.132（2019年7月27日発売）- 『エリザベート』ステージレポート
- STAGE SQUARE vol.42（2019年12月27日発売）- 『放課後の厨房男子 リターンマッチは恋の味 篇』ステージレポート
- DANCE SQUARE vol.36（2020年1月31日発売）- 梅棒 10th Anniversary 『OFF THE WALL』
- DANCE SQUARE vol.38（2020年5月27日発売）- 梅棒（伊藤今人／鶴野輝一／楢木和也／野田裕貴）
- STAGE SQUARE vol.46（2020年8月27日発売）- ふぉ〜ゆ〜記事面に『放課後の厨房男子』写真掲載
- MANKAI STAGE『A3!』Four Seasons LIVE 2020 パンフレット（2020年9月15日発売）- MANKAI STAGE『A3!』STAFF INTERVIEW : THE SHOW MUST GO ON 梅棒（伊藤今人／楢木和也）インタビュー掲載
- QLAP!（2020年11月13日発売）- 『放課後の厨房男子 まかない飯とShall we dance?  篇』ステージレポート
- Dance SQUARE vol.41（2020年11月27日発売）- 原嘉孝／梅澤裕介／遠藤誠／楢木和也／天野一輝（『両国花錦闘士』対談）・『放課後の厨房男子 まかない飯とShall we dance?  篇』ステージレポート
- BEST STAGE Vol.154（2021年5月27日発売）- 『This is 大奥』ステージレポート
- WiNK UP 7月号（2021年6月7日発売）- 『This is 大奥』ステージレポート
- Duet 7月号（2021年6月7日発売）-『This is 大奥』ステージレポート
- ミュージカル 7･8月号（2021年7月5日発売）-『This is 大奥』ステージレポート
- Duet 1月号（2021年12月7日発売）- 『BORN 2 DIE』ステージレポート
- act guide 2022 Season 11（2022年4月4日発売）- ふぉ〜ゆ〜／伊藤今人／梅澤裕介／遠山晶司／櫻井竜彦／楢木和也／天野一輝／野田裕貴（『Only1, NOT No.1』対談）
- STAGE navi vol.67（2022年4月27日発売）- 梅澤裕介／遠山晶司／櫻井竜彦／楢木和也／天野一輝／野田裕貴（『Only1, NOT No.1』インタビュー）
- BEST STAGE Vol.166（2022年5月27日発売）- 梅澤裕介／遠山晶司／櫻井竜彦／楢木和也／天野一輝／野田裕貴（『Only1, NOT No.1』インタビュー）
- Dance SQUARE vol.51（2022年7月27日発売）-『Only1, NOT No.1』ステージレポート
- Stage fan Vol.21（2022年7月27日発売）-『Only1, NOT No.1』ステージレポート
- SODA 11月号（2022年9月22日発売）- 鶴野輝一／遠山晶司／楢木和也（『シン・クロス・ジンジャーハリケーン』インタビュー）
- Dance SQUARE vol.52（2022年9月27日発売）- 鶴野輝一／遠山晶司／楢木和也／天野一輝（『シン・クロス・ジンジャーハリケーン』インタビュー）

## デザイン
- 2021年5月10日オリジナルファッションブランド『chodez』[1]を展開。
  - 1st collection（2021年5月14日-23日　オンラインショップにて受注販売）
  - 2nd collection（2021年9月28日-10月3日　オンラインショップにて受注販売）
  - 3rd collection（2022年10月9日-16日　オンラインショップにて受注販売）